# Vega (Teksas)
Vega – miasto w Stanach Zjednoczonych, w stanie Teksas, w hrabstwie Oldham. W 2000 roku liczyło 936 mieszkańców.